# Last Cache Nunatak
Last Cache Nunatak är en nunatak i Antarktis. Den ligger i Västantarktis. Nya Zeeland gör anspråk på området. Toppen på Last Cache Nunatak är 2 718 meter över havet, eller 8 meter över den omgivande terrängen. Bredden vid basen är 0,30 km.
Terrängen runt Last Cache Nunatak är platt åt sydost, men åt nordväst är den kuperad. Trakten är obefolkad. Det finns inga samhällen i närheten.